# Elliot (Sudafrica)
Elliot è un centro abitato del Sudafrica, situato nella provincia del Capo Orientale.